# Neil Starr

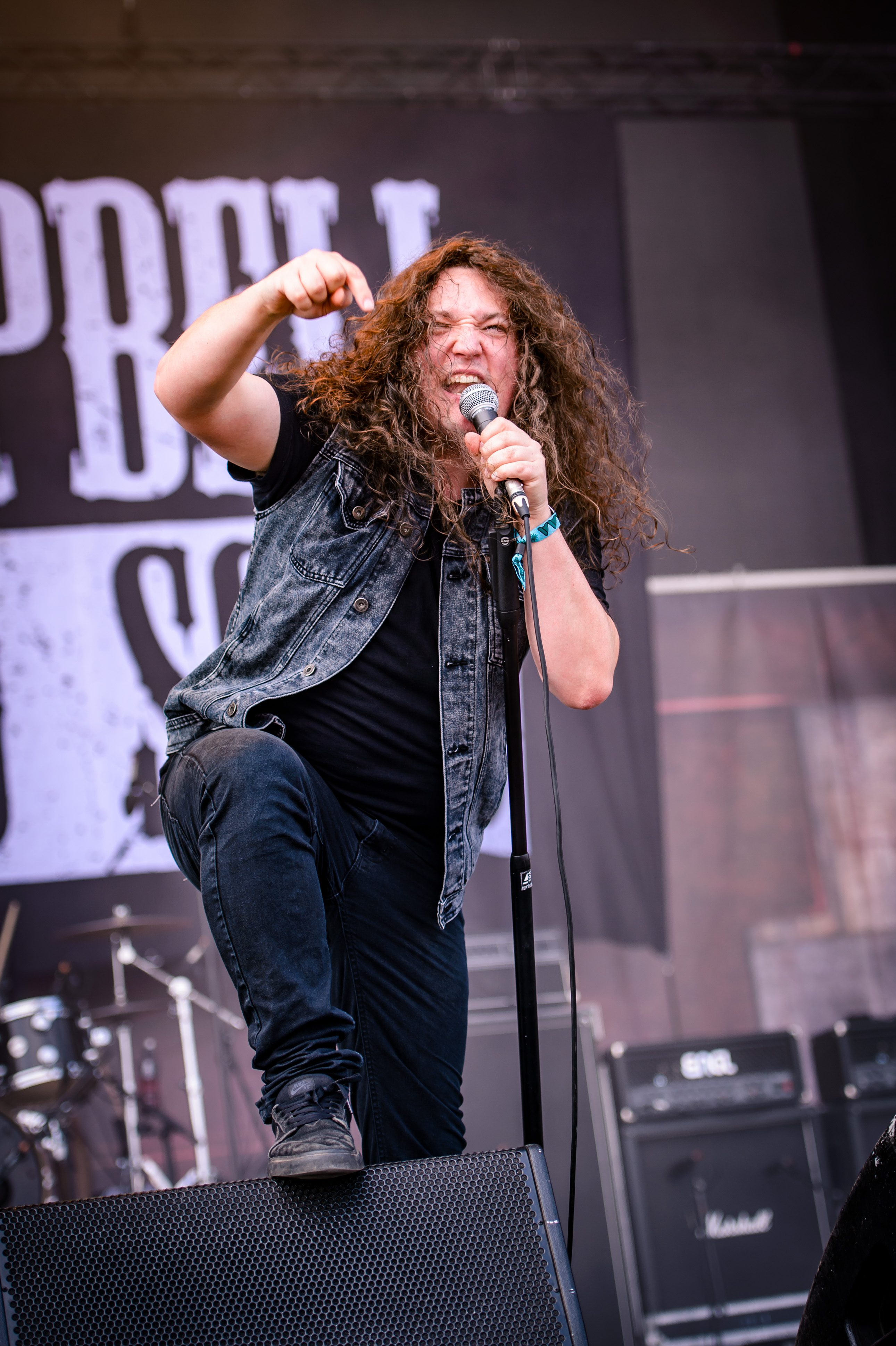
Neil Starr (2018)

Neil Starr ist ein walisischer Sänger und Gitarrist. Er war bis 2021 Sänger der Band Phil Campbell and the Bastard Sons und spielte zuvor bei Attack! Attack!.

## Werdegang
Starr begann seine Karriere als Gitarrist in der Band Attack! Attack!, die zwischen 2006 und 2013 existierte und drei Alben veröffentlichte. Nach der Auflösung von Attack! Attack! gründete Starr mit dem Motörhead-Gitarristen Phil Campbell und dessen drei Söhnen die Band Phil Campbell’s All Starr Band. Als sich Motörhead im Dezember 2015 nach dem Tod ihres Sängers Lemmy Kilmister auflösten, wurde aus Phil Campbell’s All Starr Band die Band Phil Campbell and the Bastard Sons. 2018 wurde das Debütalbum The Age of Absurdity veröffentlicht, das vom deutschen Magazin Metal Hammer als Bestes Debütalbum ausgezeichnet wurde.

## Diskografie
mit Attack! Attack!
mit Phil Campbell and the Bastard Sons

## Belege
1. ↑  Stefan Reuter: Attack! Attack! - Das bittere Ende. Visions, abgerufen am 16. Oktober 2020.
2. ↑  Jan Jaedike: Lemmy hätte es geliebt. In: Rock Hard, Februar 2018, Seite 48
3. ↑  Freya Schulte-Wintrop: 10 Jahre METAL HAMMER AWARDS: Die „härtesten“ Auszeichnungen für die besten Rock- und Metalmusiker in 2018. Axel Springer SE, abgerufen am 15. September 2018.

| Personendaten    | Personendaten                    |
| ---------------- | -------------------------------- |
| NAME             | Starr, Neil                      |
| KURZBESCHREIBUNG | walisischer Sänger und Gitarrist |
| GEBURTSDATUM     | 20. Jahrhundert                  |